# Бейтсон, Дэвид
Дэвид Бейтсон (англ. David Bateson; род. 9 февраля 1960 года) — актёр театра и кино, наиболее известный по озвучке наёмного убийцы агента 47 из серии игр Hitman.

## Биография
Дэвид Бейтсон родился 9 февраля 1960 года в ЮАР в семье британских подданных. Сам актёр описывает это время так:
| \| \| <...>Рождён британскими родителями в Южной Африке и перемещался взад-вперед между двумя странами - я думаю, мы переезжали 13 раз и поменяли 9 школ - что несколько запутало мою личность <...> \| Оригинальный текст (англ.) <...>Born of British parents in South Africa and moving backwards and forwards between the two countries – I think we moved 13 times and 9 schools – made me a little confused as to my identity for a while there! <...> | |
| | <...>Рождён британскими родителями в Южной Африке и перемещался взад-вперед между двумя странами - я думаю, мы переезжали 13 раз и поменяли 9 школ - что несколько запутало мою личность <...> |

Учился актёрскому мастерству в Южной Африке. Переехал в Британию в 1984 году. Позже переехал жить в Копенгаген (Дания).
Дэвид работает в «Лондонский тост» в Копенгагене, где директором является Вивьен Макки, с которой он вместе участвовал в озвучке игры Hitman. 
На протяжении многих лет Дэвид играл множество колоритных персонажей в «Безумных рождественских шоу», включая Дракулу, Джеймса Бонда, Тарзана, Ангелу Меркель и, особенно, различные веселые версии Дональда Трампа в четырех разных шоу. 
Дэвид известен своим голосом и имеет собственную звуковую студию, где записывает телевизионные рекламные ролики, корпоративные фильмы, аудиокниги, курсы электронного обучения, трейлеры к фильмам и компьютерные игры.

## Агент 47
В Копенгагене знакомые Бейтсона рассказали, что группа разработчиков создаёт компьютерную игру и остро нуждаются в актере озвучивания. Пришедший в офис актёр был впечатлён игрой, в свою очередь, разработчики были впечатлены Бейтсоном настолько, что срисовали главного героя игры — Агента 47 — с актёра.

### Экранизация
Узнав об экранизации игры, Бейтсон пробовался на роль Хитмана, но ему было отказано. Фанаты серии начали сбор подписей в поддержку актёра, но это ни к чему не привело — роль киллера досталась Тимоти Олифанту. Сам Бейтсон оценил игру Олифанта отрицательно, отметив, что бритый налысо Олифант выглядел слишком молодо, и далеко не все сцены фильма удались.

### Hitman: Absolution
В 2010 году Бейтсон в интервью игровому порталу thegamingliberty.com заявил, что не имеет права разглашать информацию о новой части серии, но заметил, что она «будет ошеломительна». Вскоре после этого издательство Square Enix официально опровергло информацию о разработке игры и каком-либо участии Бейтсона в ней: «Комментарии мистера Бейтсона нам льстят, но мы удивлены, так как сейчас мы с ним не работаем». Вскоре после этого издательство разорвало все контакты с актёром и при официальном анонсе игры было отмечено, что Йеспер Кюд и Дэвид Бейтсон не будут принимать участие в разработке игры, что впоследствии было подтверждено на официальном сайте актёра.
Тем не менее, 24 августа 2012 года было объявлено, что Дэвид Бейтсон снова будет озвучивать Агента 47.

## Фильмография
- «Принц Ютландии» (1994) — Хозер
- «Рассекая волны» (1996) — юный моряк
- Помогите! Я рыба (2000) — краб/акула
- One Hell of a Christmas (2002) — Томми
- The Core (2005) — Нильс Бор
- Hero of God (2006)